# Graviditetstest
En graviditetstest anvendes til at undersøge om en kvinde er gravid. Når man bliver gravid, så danner kroppen et hormon kaldet humant choriongonadotropin eller hCG. Af samme årsag kaldes dette hormon også for graviditetshormonet.
Der findes tests som undersøger blodet for hCG og tests som undersøger urinen. Den sidstnævne test kan både tages hos lægen eller derhjemme. Hjemmetesten er billig og hurtig at udføre, og kan anvendes en uge efter en udebleven menstruation. De mest typiske hjemmetests er de to typer: en strimmel,en stav graviditetstest  eller en digital graviditetstest. De tre slags graviditetsteste skal anvendes på samme måde. 
For en mere præcis graviditetstest skal man konsultere sin læge, som undersøger blodet for hCG-hormonet. Disse tests anvendes derfor ofte til at be- eller afkræfte en graviditet, som er påvist af en hjemmetest.

## Ekstern henvisning
- https://www.apoteket.dk/sundhed/gravid/graviditetstest